# ا
ا(아랍어: أﻟﻒ, 알리프 또는 알레프)는 아랍 문자의 첫 번째 글자이다.

## 개요
히브리 문자의 알레프(א), 그리스 문자의 α, 로마자의 A에 대응하며, 이들 문자는 다 같이 페니키아 문자에서 이어져 온 문자로 원래는 숫소의 형태였다. 그리스 문자 및 로마자에서는 모음 문자로 변화되었으나, 원래는 성문 폐쇄음 /ʔ/을 나타내는 문자이다.
아랍 문자에서 알리프는 성문폐쇄음을 나타내는데 사용되었으나, 꾸란의 문장 중에는 알리프가 존재함에도 불구하고 성문폐쇄음이 없는 경우, 또한 알리프가 표기되어 있지 않음에도 불구하고 성문폐쇄음이 있는 경우가 존재한다. 꾸란을 수정할 수는 없었기 때문에, 꾸란의 주석자는 성문폐쇄음을 표기하기 위한 새로운 기호인 함자(ء)를 추가했다. 알리프가 성문폐쇄음을 나타낼 경우, 함자를 알리프 위(모음 /a/) 또는 밑(모음 /i/)에 첨부하는 식으로 해결했다.
함자가 붙지 않는 경우의 알리프의 발음은 다음과 같다.
- 장모음 /aː/: 이 경우 알리프 위에 발음 표시 기호는 부가되지 않는다.
- 성문폐쇄음에 이어 장모음이 따라오는 /ʔaː/ : 이 경우에는 맛다를 추가해 آ‏ 로 쓴다.
- /an/ : 탄윈을 추가한 اً‏
- 무음 : 꾸란 등에서는 와스라를 추가해 ٱ‏로 쓴다.

| 단어에서의 위치: | 독립형 | 어미형 | 어중형 | 어두형 |
| ---------------- | ------ | ------ | ------ | ------ |
| 문자 형태:       | ا‎      | ـا‎     | ـا‎     | ا‎      |

알리프는 뒤의 문자와 연결되지 않는 6개 문자 중 하나이다.

## 특수 형태

### 알리프 마끄수라
알리프와 같은 발음을 가지는 문자로 ى(الف المقصورة 알리프 마끄수라[*])가 있다. 알리프 마끄수라는 모양새로는 야(ي)와 흡사하나 음가로는 /a/를 가진다. '알리프 마끄수라'는 '부서진/제한된 알리프'라는 뜻을 갖는다.
기원으로 볼때, 알리프 마끄수라는 ي 와 같은 문자로, 나바테아 문자 등에서 사용된 오래된 철자(아랍어에서는 사라진 어미에 오는 /j/ 발음의 표기)를 계승한 문자이다.
알리프 마끄수라는 반드시 단어의 맨끝에만 표시되며, 현대의 표준 아랍어에서는 정해진 몇개의 단어에서만 사용된다. 또한, 알리프 마끄수라의 위아래에는 함자가 오는 경우가 없다. ( ئ 는 함자가 붙은 야(ي)임)알리프 마끄수라에는 모음으로 파트하 또는 파트하의 탄윈만이 올 수 있다.
한편, 음은 전혀 다르나 모양새가 똑같은 문자로, ي 에 점이 없는 모양새의 ى가 페르시아 문자에서 별도의 문자로 사용되기도 한다.
Unicode에서는 다음과 같이 정의하고 있다.
- ی (알리프 마끄수라, U+0649)는 어두, 어중, 어말 어디에 오더라도 점이 붙지 않는다(현대 아랍어에서는 어말에만 사용).
- ي (야, U+064A)는 28문자에 포함되며, 어두, 어중, 어말 어디에 오더라도 2개의 점이 붙는다. 단, 함자가 오는 경우에는 점 대신 함자가 붙는다.
- ئ (함자가 붙은 야, U+0626)는 어두, 어중, 어말 어디에 오더라도 점 대신 함자가 붙는다.
- ى (Ye, U+06CC)은 페르시아어에서 사용되는 문자로, 어말, 독립형에는 점이 없으나, 어두, 어중에 2개의 점이 오는 문자이다.

### 결합 형태
- 알리프가 ل의 뒤에 올 때(람 + 알리프, [-la-])에는 لا의 모양으로 합자된 형태로 쓴다.

| 단어에서의 위치: | 독립형 | 어미형 | 어중형 | 어두형 |
| ---------------- | ------ | ------ | ------ | ------ |
| 문자 형태:       | لا‎     | ـلا‎    | ـلاـ‎   | لاـ‎    |

## 부호 위치
| 문자 | 유니코드 | 설명                   | 문자 참조       |  |
| ---- | -------- | ---------------------- | --------------- |  |
| ا    | U+0627   | 알리프                 | &#x627; &#1575; |  |
| آ    | U+0622   | 맛다가 붙은 알리프     | &#x622; &#1570; |  |
| أ    | U+0623   | 알리프 함자(함자가 위) | &#x623; &#1571; |  |
| إ    | U+0625   | 알리프 함자(함자가 밑) | &#x625; &#1573; |  |
| ٱ    | U+0671   | 와스라가 붙은 알리프   | &#x671; &#1649; |  |
| ى    | U+0649   | 알리프 마끄수라        | &#x649; &#1609; |  |